# SV Horn

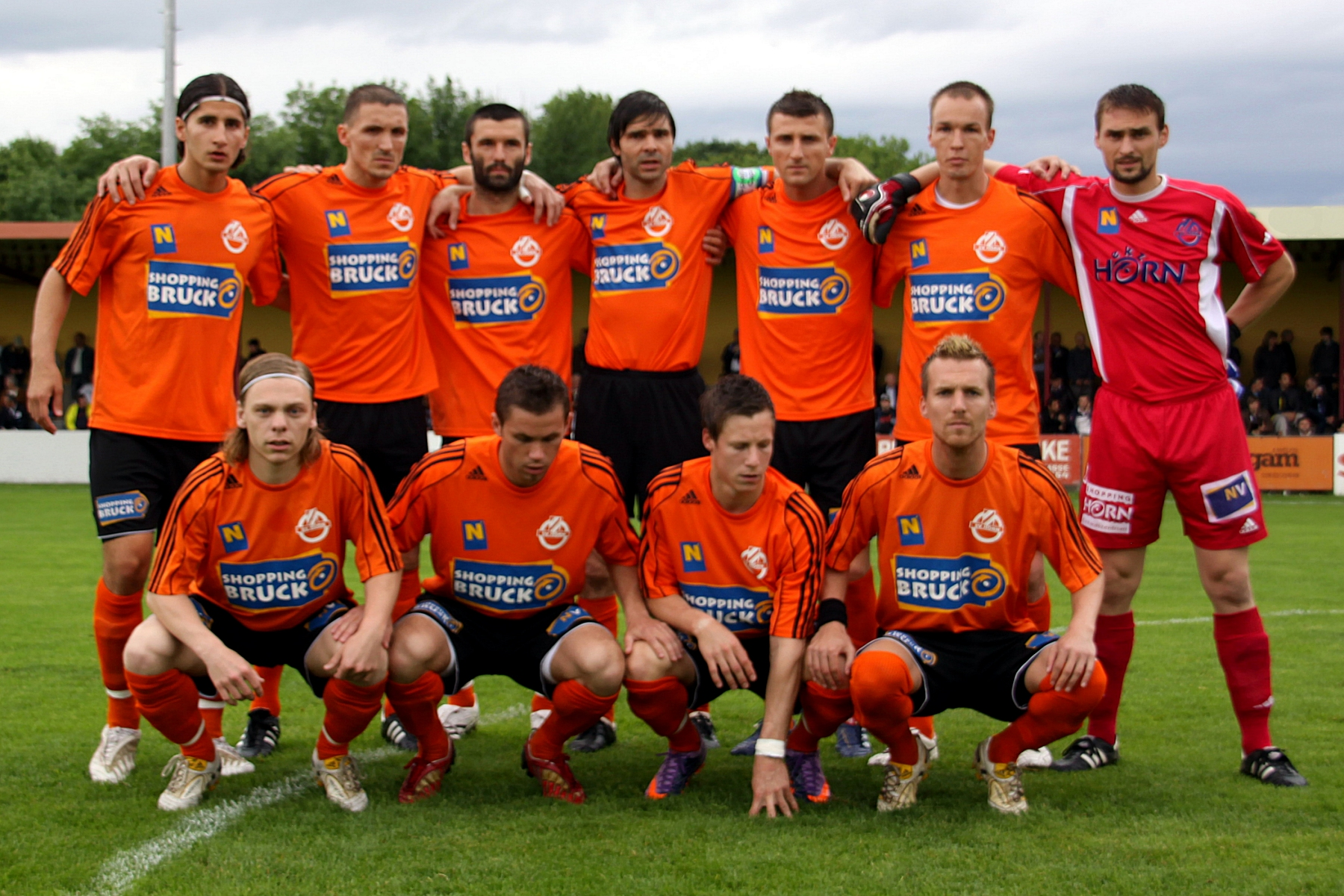
Sestava SV Horn z května 2010

SV Horn je rakouský fotbalový klub z Dolnorakouského Hornu, který byl založen v roce 1922 a svoje domácí utkání hraje na stadionu Waldviertler Volksbank Arena s kapacitou 3 500 diváků.
V sezóně 2017/18 se stal vítězem soutěže Regionalliga Ost (rakouská 3.liga) a postupil do 2. Bundesligy. 
V sezóně 2024/25 působí ve 2. Bundesliga (rakouská 2. liga).